# La soga de la forca
La soga de la forca (títol original: Cahill U.S.Marshal) és un western dels Estats Units dirigit pel cineasta Andrew V. McLaglen l'any 1973, i que està protagonitzat pels actors John Wayne, George Kennedy, Neville Brand i Marie Windsor. Ha estat doblada al català.

## Argument
El cap de policia del poblat de Valentine investiga un espectacular assalt a un banc, durant el qual va ser assassinat el xèrif i el seu ajudant. Cahill (John Wayne), acompanyat del seu fill i "Peu Lleuger" un amic indi de la tribu dels comanxes, que és un gran rastrejador, recorren el territori a la recerca dels assaltants...

## Repartiment
- John Wayne: J.D. Cahill
- George Kennedy: Abe Fraser
- Gary Grimes: Danny Cahill
- Neville Brand: Lightfoot
- Clay O'Brien: Billy Joe 'Budger' Cahill
- Marie Windsor: Mrs. Hetty Green
- Morgan Paull: Struther
- Dan Vadis: Brownie
- Royal Dano: MacDonald
- Scott Walker: Ben Tildy
- Denver Pyle: Denver
- Jackie Coogan: Charlie Smith
- Rayford Barnes: Pee Wee Simser
- Dan Kemp: Joe Meehan
- Harry Carey, Jr.: Hank